# 79式衝鋒槍
1979年式衝鋒槍（又名79式衝鋒槍、79衝），是中華人民共和國自行研製生產的衝鋒槍，在1979年設計，1983年量產。

## 历史
79式衝鋒槍在1979年設計定型，從1981年試生產算起，截至1992年，79式沖鋒槍生產總量近20萬把，最高生產年份是1988年和1991年，年產量均超過3萬把。一般槍械的研制周期為5—7年，主要研制人員為4—10人，而79式衝鋒槍的研制時間長達15年之久，參加研制的主要人員多達幾十人。
其實「叢林衝鋒槍」項目在1965年已被提出，但因為當時中國缺乏有經驗的技術人員，在1966年出現文化大革命而被迫停止研製。其後在1971年尾樣槍實彈試驗時出現問題，改進後在1978年通過了國家輕武器定型委員會指標，正式定型生產。
79式衝鋒槍除346廠生產外，還被上海的廠商生產過。
79式衝鋒槍是近年中國大陸境內公安特警的主要武器之一，有如外國的HK MP5衝鋒槍一樣普遍。現役的79式裝有戰術附件如前握把、戰術燈、雷射瞄準器、全息瞄準鏡等，部份甚至加裝戰術護木及導軌。

## 設計
79式採用閉鎖式槍栓及氣動式工作原理，因此射擊精度較高，其握把內藏清槍工具。在裝彈後79式的重量亦只有2.1公斤，屬於較為輕巧的衝鋒槍，但20發彈匣的持續火力比較短。
79式衝鋒槍發射51式手槍彈，在200米距離上，侵徹均勻松木板的厚度可達130毫米。79式的內部結構類似於56式自動步槍，當槍彈擊發後，火藥氣體推彈丸向前運動，經導氣孔時，一部分火藥氣體經導氣孔進入氣室衝擊活塞，活塞撞擊槍栓框使其向後運動。槍栓框帶動機心依次完成開鎖、抽殼、壓倒擊鎚、壓縮復進簧、拋殼等動作。後坐到位後，在復進簧的推動下，槍栓框向前復進，完成推彈入膛、閉鎖、解脫到位保險並復進到位。

## 使用國
- 中华人民共和国
  - 中國人民解放軍
  - 中國人民武裝警察部隊
  - 公安特警單位

## 外部連結
- （中文）-槍炮世界－1979年式衝鋒槍（页面存档备份，存于）